# Mino washi
De Mino washi (美濃和紙) is een soort van Japans papier (washi) gemaakt Gifu, Japan. In 1985 werd het benoemd door de traditionele ambachtelijke ministerie van Internationale Handel en Industrie (nu het ministerie van Economie, Handel en Industrie).